# Szum z Nieba
Szum z Nieba – charyzmatyczny dwumiesięcznik katolicki wydawany od 1992 przez Mocnych w Duchu przy kościele oo. Jezuitów w Łodzi (ul. Sienkiewicza 60). Założycielem był o. Józef Kozłowski SJ. Obecnie redaktorem naczelnym pisma jest Malwina Kocot. Nakład pisma sięga 4500 egz.